# Xantossina
La xantossina è un precursore nella biosintesi dell'ormone vegetale acido abscissico.